# NGC 7817
NGC 7817 este o galaxie situată în constelația Pegas. A fost descoperită în 15 septembrie 1784 de către William Herschel. Se află la o distanță de 29,38 de megaparseci de Pământ.